# Турборедуктор
Турборедуктор — редуктор, работающий в режиме высокой скоростной (частотной) нагрузки. Средний диапазон частот вращения валов-шестерён турборедуктора 15—80 тыс. об/мин. Диапазон нагрузок 30—90 МВт. Высокие нагрузки предъявляют особые требования к материалу и обуславливают особенности конструкций турборедукторов.

## Особенности конструкции
- Материалы — высокопрочные легированные стали.
- Подшипники — различные типы подшипников скольжения или (в особых случаях) другие, способные выдержать высокие нагрузки.

## Области применения
Преимущественно установки для сжатия газа и газовых смесей, а также работа в режиме генератора на сжатых газах и смесях в авиационной и космической технике, компрессорах, при транспортировке газов, в генераторах, испытательных стендах и др.

## Производители
- Voith Turbo BHS Getriebe GmbH
- MAN Turbo AG
- Renk AG
- Allen Gears
- Flender-Graffenstaden
- Lufkin
- Maag Gear
- Siemens AG
- VAKOMA GmbH